# Uroš Petrović
Uroš Petrović (serbio: Урош Петровић; nacido el 8 de abril de 1967) es un escritor serbio. 

## Biografía
Petrović nació en Gornji Milanovac, República Socialista de Serbia, en Yugoslavia, hoy Serbia. Es  conocido por sus novelas y sus series de novelas, que desbordan imaginación, a veces, de ciencia ficción. Comenzó en 2003 con Aven, a la que siguió Stories From Other Side (2004) y Riddle Tales (2006), de la que fueron apareciendo hasta 5 volúmenes de relatos. En 2007 publicó The Fifth Butterfly.

## Filmografía
- The Fifth Butterfly (2014)

## Premios
- Premio Atipika 2005.
- Premio Neven 2006 por Riddle Tales y Riddle Tales II.
- Premio Dositej 2006 por Riddle Tales y Riddle Tales II.
- Premio Rade Obrenovic 2007 por The Fifth Butterfly.
- FEATHER OF DOSITEJ AWARD 2007 for the best book Riddle Tales III
- GORDANA BRAJOVIC AWARD 2008 for the best book Mysteries of Ginkgo Street
- NEVEN AWARD 2008 for the best book of popular science Mysteries of Ginkgo Street
- ESTROVERSO AWARD 2009 for the best translation to Italian language Mysteries of Ginkgo Street, translated by Brunella Anastasi and Valentina Sileo
- GOLDEN BADGE 2009 of Cultural and Educational Community of Serbia for contribution to national culture
- ZMAJ CHILDREN GAMES AWARD 2011 for outstanding contribution to contemporary expression in literature for children
- FEATHER OF DOSITEJ AWARD 2011 for the best book Dark Secrets of Ginkgo Street
- FEATHER OF DOSITEJ AWARD 2012 for the best book Riddle Tales V
- RADE OBRENOVIC AWARD 2013 for the best novel for children Children of Bestragija
- PLAVI CUPERAK 2017 for the best book Caravan of Wonders
- NEVEN AWARD 2017 for the best book Caravan of Wonders
- SILVER GASHA'S FEATHER AWARD International Festival of Humor for Children 2018 for the most humorous book The Story of Yang
- JEDI KNIGHT Džedajkon 2018 Honorific for fantasy literature and social activism

## Juegos de mesa
- Marta's Mysterious Box 2016 Good Toy Award by Friends of Children of Serbia
- Mysterious Dominoes 2017
- Dum Dum Dum 2018 Good Toy Award by Friends of Children of Serbia